# Мусачево (Софийска област)
 Тази статия е за селото в Софийска област.  За другото българско село с това име вижте Мусачево (Област Стара Загора).  
Мусачево е село в Западна България. То се намира в Община Елин Пелин, Софийска област.

## География
Селото е разположено в източната част на Софийското поле, на 22 км на изток от София, на 3 км на запад от град Елин Пелин, на 9 км северно от магистрала Тракия и на 7 км южно от магистрала Хемус. Жилищната му територия заема площ от 1,079 кв. км, а цялото му землище – 13,777 кв. км. В източния край на селото има извор, от който води начало бара, пресичаща селището. Край Мусачево минават две реки – Лесновска и Матица.
От столицата до Мусачево може да се стигне с автобуси и маршрутки от жп гара Север, автогара Подуяне, автогара Юг и Окръжна болница, както и с влак от Централна гара София. Мусачево е гара на ЖП Възела – Казичене-Столник.

## История
На един километър югоизточно от Мусачево, при вливането на река Матица в река Лесновска, се намират останки от крайпътна стражева кула (Стражница) с прилежащо към нея малко селище (Muzaca) от (4 век), която е охранявала Виа Милитарис. Българинът Мусачио (Mussacio) е посочен, наред с много други от Винченцо Д`Амико като останали в днешна Италия от Алцековите прабългари. Неговият род е от селището Музаца (Muzaca). В османски данъчен регистър от 15 век селото се споменава като Муса-и-кючук, а по-късно се среща с наименованието Муса кьой мюслим. Според легендата по името на турския бей Муса, чиято глава е била отрязана на дръвника в селото. В кондиките на Рилския манастир и на Етрополския манастир „Варовитец“ са записани поклонници и дарители от Мусачево. През 1870 – 1871 г. в селото е основан таен революционен комитет от поп Манол Паунов, Христо Кацарски, Георги Колев и Тоне Гяков. По това време в селото е имало 40 български, 20 турски и 30 черкезки къщи. Четирима четници от Ботевата чета са се укривали няколко дни в къщите на Тоне Гяков и Георги Колев. При заминаването им за Самоков те са били открити от турците и трима от тях са били убити в местността „Китанови вирове“. При настъпление на руските войски към София всички черкези и турци от селото се изселват в Османската империя.
Мусачево е освободено на 20 декември 1877 г. от ескадрона на поручик Орльов. Във войните, водени след Освобождението, мусачевци дават свидни жертви – 1 е убит в Сръбско-българската война, 16 са убитите в Балканската и Междусъюзническа война, 21 – през Първата и четирима – през Втората световна война. В периода 1946-47 г. е изграден парк и паметник на загиналите във войните. През 1937 г. името на селото е променено на Маслари, тъй като основният поминък по това време е производството и търговията с масло. От 1945 г. е възстановено старото название на селото. По време на Втората световна война ливадите на юг от селото са ползвани за военно-полево летище от германците и от изтребители от XVII въздушна армия на Трети украински фронт. След 1947 година летището се ползва последователно като Централна школа за въздушен спорт към Народния съюз за спорт и техника и Централния аероклуб към ДОСО за развитието на авиомоделизма, парашутизма, безмоторното и моторното летене. През 1955 г. се създава самостоятелна работилница за ремонт на безмоторни самолети. През 1957 г. по проект на инженерите Панов, Панчовски и Радомиров в нея започва строителството на двуместен учебно-тренировъчен безмоторен самолет „Ястреб“. През 1958 г. са произведени 10 броя „Ястреби“ и 10 броя „БРО-11“ по съветска документация. В началото на 1960 г. излита построеният в работилницата по български проект безмоторен самолет „Комета-стандарт“ с изпитател Никола Кърлежов. Тази серия самолети са едни от най-добрите в света за своето време и с тях е достигната височина от майстора на спорта летец Никола Кърлежов над 8000 м и рекорда е постигнат от Никола Митев Кърлежов дължина на полета 480 км. След Мюнхен, 1952 г., и Москва, 1956 г., през 1960 г. в Мусачево е открито V световно първенство по парашутизъм с групов скок на военни парашутисти при много силен вятър. Централният аероклуб е преместен в бившия Михайловград и от 1964 г. до 23 юни 1975 г. на неговата територия е настанена 86-а учебно парашутно-разузнавателна база, както и свързочен полк, които остават тук съответно до 1989 г. От 20 октомври, 1974 г., до 27 август, 1998 г., на територията на селото носи дежурство ракетно поделение на ПВО. От 31 март 1989 г. в Мусачево е разквартируван 38-и полк за ядрено-химическа и бактериологична защита и екология. Тук започва изграждане на централна база за ремонт на технически средства за ЯХБЗ, която е закрита през 2004 г.
В Мусачево е седалището на производителя на тапицерии за автомобили „АЛС България“, чийто първи завод е открит в селото на 12 юни 2012 година в присъствието на премиера Бойко Борисов. През следващите години предприятието се разраства бързо и открива още два завода - в Ихтиман и Благоевград - превръщайки се в един от големите работодатели в страната, но в началото на 2019 година обявява фалит и прехвърля производството си в Мароко.

## Население
През 2011 г. в Мусачево са преброени 1105 жители, от които до 18 години – 152, до 64 години – 730, над 65 години – 223, 560 жени, 545 мъже и 593 къщи.
| Година    | 1880 | 1887 | 1892 | 1900 | 1905 | 1910 | 1920 | 1926 | 1934 | 1946 | 1956 | 1965 | 1975 | 1985 | 1992 | 2001 | 2011 |
| Население | 450  | 546  | 607  | 738  | 829  | 939  | 1044 | 1091 | 1201 | 1283 | 1350 | 1404 | 1419 | 1289 | 1225 | 1272 | 1105 |

## Стопанство
Мусачево има добри традиции в биволовъдството и в отглеждането на зърнени култури. През 1920 г. в селото е образувана Потребителна кооперация, която по-късно е присъединена към Новоселската кооперация „Развитие“.
Преди 1944 г. в селото е имало две ковачници, дърводелска работилница, цех за лимонада, мандра, работилница за обработка на кожи, мелница на р. Матица, вършачка и 13 кръчми.
На 9 януари 1949 г. се учредява Трудово кооперативно земеделско стопанство от 60 члена и 1182 дка земя. През 1956 г. в ТКЗС влизат 154 нови члена с 4945 дка, а през 1957 г. – 91 души с 2544 дка. От 1964 до 1969 г. ТКЗС става Държавно земеделско стопанство, а от 1970 до 1988 г. – Аграрно промишлен комплекс, от 1989 до 1992 отново ТКЗС и в 1993 г. то е ликвидирано.
Към началото на 2010 г. на територията на селото работят цехове за производство на дрехи, метални изделия, ПВЦ дограма, ловни патрони, кисело мляко, сладкарски изделия, майонеза и сандвичи, пластмасови изделия и водопроводни части. Има и склад за автомобили на София Ауто, склад за дървен материал и изделия от дърво на ЙАФ България, 3 магазина за хранителни стоки, 4 механи, 2 ресторанта, магазин за строителни материали, автосервиз и две автомивки.

## Обществени институции

### Читалище „Отец Паисий“
Културното средище в Мусачево е читалище „Отец Паисий 1928“. То е основано на 25 октомври 1928 г. и отначало развива своята просветителска дейност в началното училище. От дарения и от приходите на 20 дка общинска земя се набавят книги за читалищната библиотека. След откриване на новата сграда на училището през 1934 г., неговият физкултурен салон освен за спортни занятия на учениците през зимата до 1978 г. е използван и за киносалон, а така също и за организиране на тържества по празниците, на литературни четения и концерти. Изградена е сцена, на която се изнасят театрални представления и вечеринки от самодейци от селото. Новата читалищна сграда с библиотека, голяма сцена, салон за 275 зрители, гримьорни, репетиционна зала и две помещения за клубове е открита на 6 ноември 1978 г. Библиотеката, чиято читалня е с площ 72 m², разполага с над 12 000 тома. През 1960 г. към читалището е сформирана женска фолклорна група, която съхранява обичаите, традициите и песенния фолклор на селото. Тя е носител на много отличия и награди от събори и фестивали в страната. От 1978 г. към читалището има изградени детска фолклорна група и танцов състав.

### Детска градина „Пчелица“
От 1955 до 1965 г. е била организирана лятна детска градина в две от класните стаи на училището, като за всяко дете са донасяни легло и завивки от къщи. През 1966 г. се открива полудневна детска градина за деца от предучилищна възраст. На 4 юни 1981 г. е открита ЦДГ, построена за три години от БКС Елин Пелин, войници от поделенията в селото и безвъзмезден труд на хората от Мусачево. Общата площ на сградата е 720 m² и включва две спални и две занимални по 50 m². Градината е оборудвана за 60 деца, разпределени в две групи. Дворът е около 4 дка, с много цветя, дървета и уреди за игра на открито. От 1 юни 2000 г. ЦДГ носи името „Пчелица“.
За периода 1981 – 2008 г. в ЦДГ са работили 35 учителки които са обучавали над 500 деца.

### Училище „Иван Вазов“
През 1871 г. към къщата на поп Манол Паунов била направена пристойка, в която заедно с Христо Кацарски учат децата на четмо и писмо. През 1893 г. било открито начално училище, което се помещавало в две кирпичени стаи в двора на черквата. От 1913 г. е запазен архив на училището, от който научаваме, че до 2009 г. са работили 189 учители. От есента на 1913 г. до пролетта на 1924 г.в четири отделения са учили средно годишно по 134 деца. През учебната 1924/1925 година се въвежда обучение и от първи до трети (сегашни пети – седми) клас, а от 1967 – и осмокласно. От 1924 г. до 2009 г.в училището са учили 2238 ученика. От тях 55 са приети в елитни гимназии след седми клас, общо са завършили средно образование и – висше. от възпитаниците на училището са станали учители, – лекари и – старши офицери. През 1931 г. започва строителство на училище на два етажа с шест класни стаи, три кабинета и физкултурен салон. На 20 януари 1935 г. става тържественото му откриване, а от 1937 г. училището приема името на поета Иван Вазов. През 1968 г. е построена работилница и физкултурен салон. През 1985 г. е извършен основен ремонт и четирискатния покрив е подменен с плосък. През 2007 г. е подменена дървената дограма с PVC.

## Културни и природни забележителности
Според записани от полковник Дойчинов спомени на възрастни хора, още по време на османската власт в западния край на селото е имало черква от дървени пръти, покрита с тръстика и измазана с глина. В черквата имало само една икона на Иисус Христос и две кандила. От 1879 г. започва събиране на помощи за изграждане на нов храм. Поп Манол Паунов, Христо Кацарски и Тоне Гяков продават дарените им като поборници от държавата земи и получените средства дават за изграждането на храма. Дюлгери от Кукуш построили черквата от камък. Тя е осветена през 1893 г. и неин патрон е св. Георги победоносец. По случай 90-годишнината на храма е извършен основен ремонт на черквата. Съборени са старото училище от юг, навесът от запад, дървените порти от изток и кирпичения дувар, като е построена нова ограда, чешма и навес от север. През 2000 г. са реставрирани иконите, а дървеният под е подменен с керамични плочи.

## Редовни събития
Съборът на селото се организира ежегодно в Неделята на всички светии („Пресвета“, както е известен сред местното население). Събитието се отбелязва по църковния календар и зависи от Великден.

## Личности
В Мусачево са родени и израснали поетесата Мирела Иванова, Лидия Братанова директор на Статистическия отдел на Икономическата комисия за Европа на ООН, футболистът на Левски и националния отбор Йордан Йорданов (Пиката) и лекоатлетът Йордан Йорданов, който е поставил републикански рекорди на 100, 200 и 400 м. гладко бягане и се е класирал на четвърто място на Европейско първенство. В с. Мусачево е роден и шахматиста к.м.с. Стоян Атанасов, който побеждава шампиона на България за ветерани за 2005 г.